# Тифон

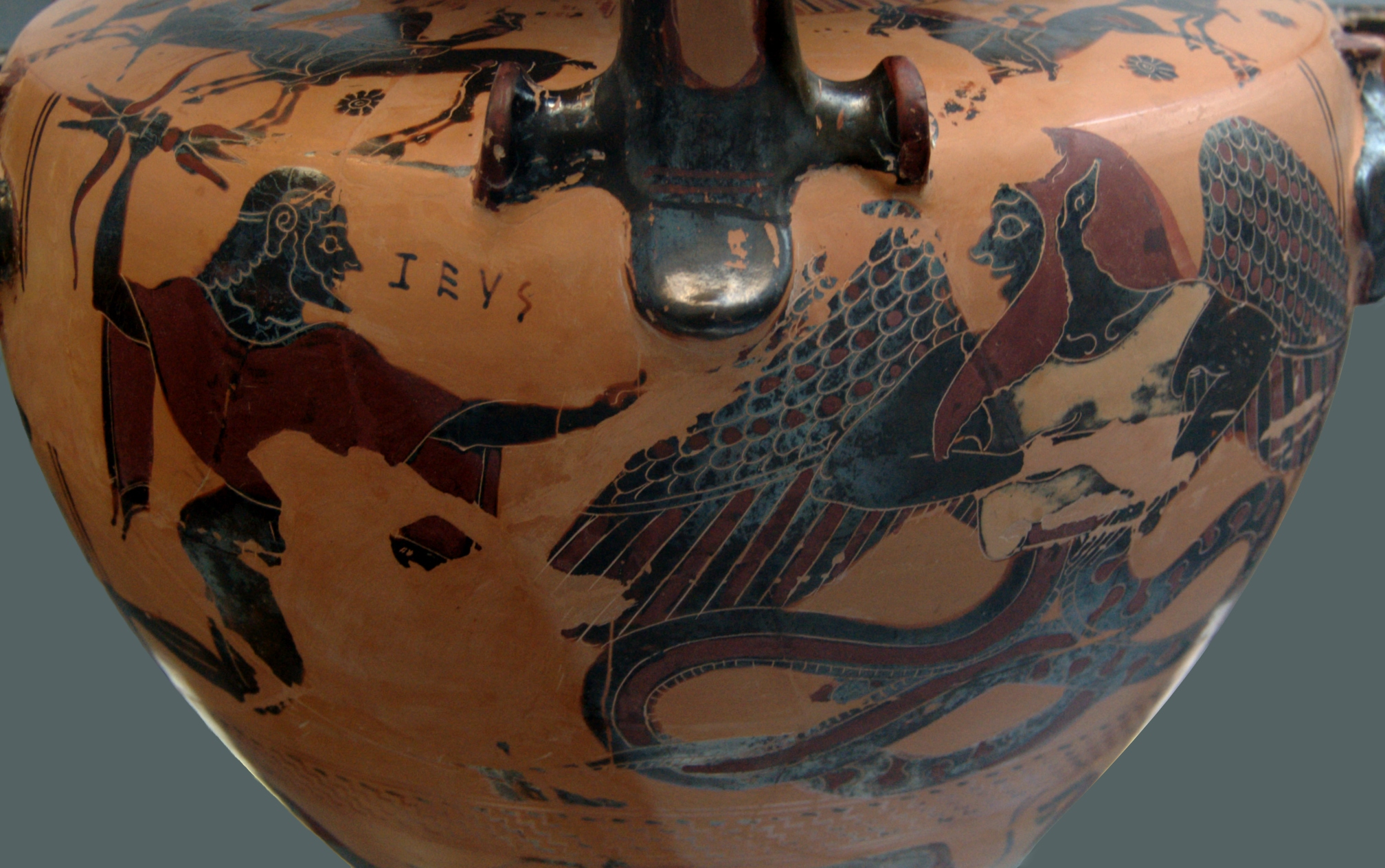
Зевс висікає блискавки у Тифона

Тифон (грец. Τυφών, Τυφωεύς) — у давньогрецькій міфології — могутній потворний велетень, уособлення вогненних руйнівних сил землі та її випарів.
В «Іліаді» згадується про боротьбу Тифона із Зевсом і про перебування потвори в підземних надрах, у країні аримів або під горою Арімою (в Малій Азії). Пізніше, коли грекам стали відомі вулканічні властивості Кумського берега в Італії, Ліпарських островів і Сицилії, місцеперебування велетня було перенесено в ці місцевості. За Гесіодом, Тифон — останній виплід Геї від Тартара. Страховище було наділене величезною силою рук та ніг і мало сто драконових голів з чорними язиками й вогненними очима. Тифон володів різними голосами: з його пащ можна було чути то клич богів, то ревіння страшного бика, то рикання лева, то виття собаки, то різкий свист, який відлунював у горах. Тифон міг стати володарем над богами й смертними, але Зевс почав з ним боротьбу, від якої земля затряслася до самих підвалин, суходіл, море й небо зайнялися, затремтіли навіть мешканці підземного царства.
Нарешті влучний удар блискавки приголомшив оскаженілого Тифона, якого скинуто в Тартар. Але й там він не заспокоївся; коли він рухається, виникають землетруси і дмуть палючі вітри. Від Тифона Єхидна народила Ортра, Кербера, Лернейську гідру, Химеру, Немейського лева та інших страховищ. Пізніші міфи розповідають, що боги не могли протистояти шаленому нападові Тифона і втекли до Єгипту, де, рятуючись від переслідування потвори, перетворились у різних тварин. Тифон усе-таки схопив Зевса, вирізав йому жили й кинув їх у кілікійську печеру. Однак Гермес і Пан викрали ті жили і знову вставили їх Зевсові, який відновив боротьбу й переміг Тифона. Пізніше Тифон був ототожнений з єгипетським Сетом, богом смерті, спустошення, сонячного й місячного затемнення тощо. У міфі про Тифона відбито намагання античних народів з'ясувати природу вулканічних вибухів.